# Roman Horák (Eishockeyspieler, 1991)
Roman Horák (* 21. Mai 1991 in Budweis, Tschechoslowakei) ist ein tschechischer Eishockeyspieler, der seit Mai 2020 beim HC Sparta Prag aus der tschechischen Extraliga unter Vertrag steht und auf der Position des Centers spielt. Sein Vater Roman Horák senior war ebenfalls professioneller Eishockeyspieler.

## Karriere
Horák entstammt dem Nachwuchs des HC České Budějovice, für den er bis zum Sommer 2009 hin aktiv war. Dort hatte er die gesamte Jugendabteilung bis zur U20-Mannschaft durchlaufen und von dort als 17-Jähriger den Sprung in die unter HC Mountfield firmierende erste Mannschaft geschafft, die in der Extraliga um Meisterschaftspunkte kämpfte. Nach dem Erlangen der Volljährigkeit war er im NHL Entry Draft 2009 in der fünften Runde an 127. Position von den New York Rangers aus der National Hockey League ausgewählt worden.

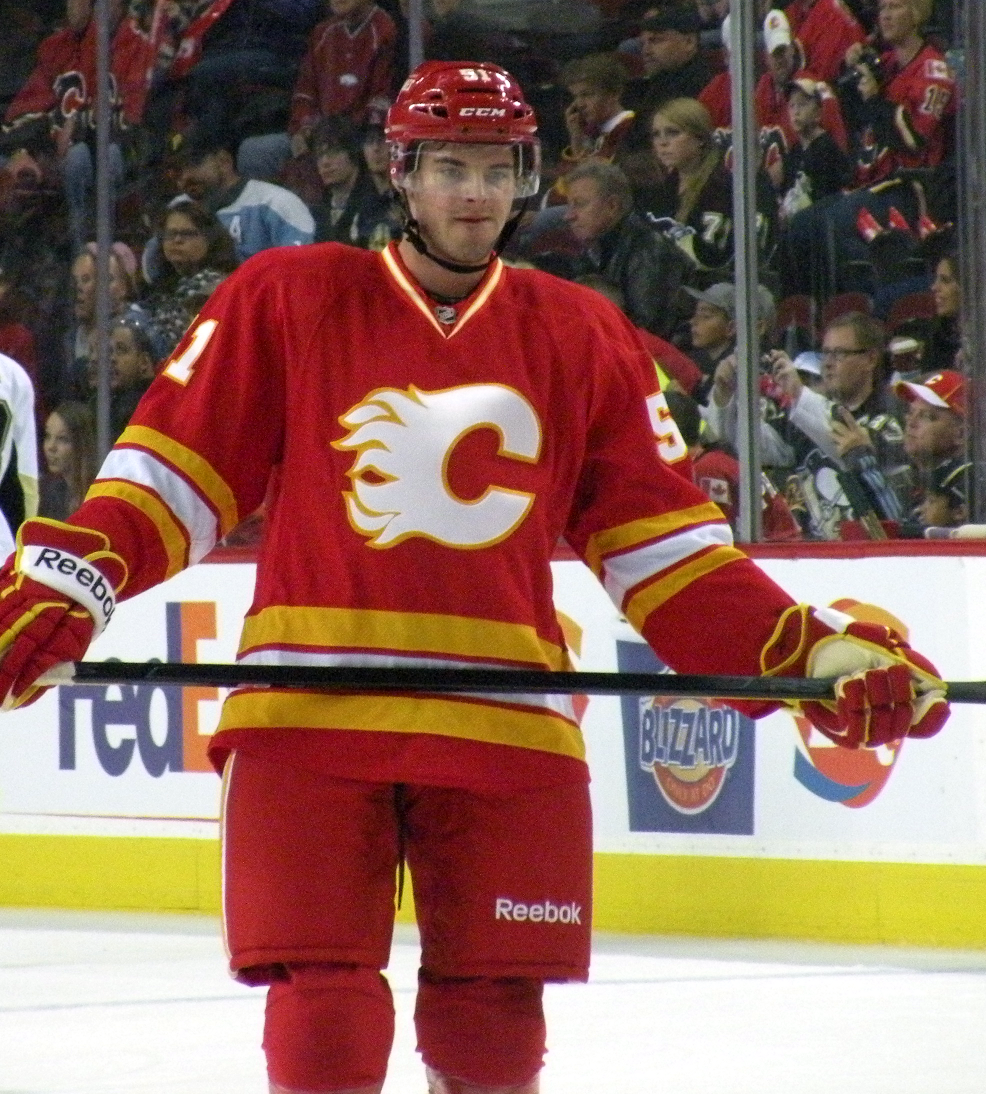
Horák im Trikot der Calgary Flames (2011)

Der Stürmer wechselte daraufhin auf dem nordamerikanischen Kontinent, allerdings zunächst in die Western Hockey League zu den Chilliwack Bruins, die sich über den CHL Import Draft Horáks Transferrechte im nordamerikanischen Juniorenbereich gesichert hatten. Bei den Bruins verbrachte der Angreifer zwei Spielzeiten, absolvierte insgesamt 141 Spiele und sammelte 134 Scorerpunkte. Im Mai 2011 wurde er schließlich von den New York Rangers unter Vertrag genommen, allerdings nur einen Monat später gemeinsam mit zwei Zweitrunden-Wahlrechten im NHL Entry Draft 2011 an die Calgary Flames abgegeben. Im Gegenzug erhielten die Rangers den schwedischen Verteidiger Tim Erixon und ein Fünftrunden-Wahlrecht im selben Draft. Gleich in seinem ersten Profijahr gelang es dem Tschechen, einen Stammplatz im Kader Calgarys zu ergattern, ehe er im folgenden Spieljahr häufiger beim Farmteam, den Abbotsford Heat,  eingesetzt wurde. Nachdem sich an dieser Situation auch zum Beginn des Spieljahres 2013/14 zunächst nichts änderte, wechselte Horák gemeinsam mit Torwart Laurent Brossoit zu den Edmonton Oilers. Im Tausch gingen Torwart Olivier Roy und Ladislav Šmíd zu den Flames. Horák beendete die Saison schließlich im Trikot von Edmontons Farmteam, den Oklahoma City Barons. Für die Oilers selbst hatte er lediglich zweimal in der NHL auf dem Eis gestanden.
Nachdem der drei Jahre gültige NHL-Einstiegsvertrag des Offensivspielers ausgelaufen war, kehrte er im Sommer 2014 nach Europa zurück. Dort unterzeichnete er einen Jahresvertrag beim russischen Klub HK Witjas aus der Kontinentalen Hockey-Liga. Den Vertrag verlängerte Witjas im Frühjahr 2015 und 2016 jeweils frühzeitig um ein respektive zwei Jahre. Im Sommer 2018 entschloss er sich zu einem Wechsel und wurde von den Växjö Lakers  aus der Svenska Hockeyligan unter Vertrag genommen. Bei den Lakers spielte er zwei Spielzeiten lang, ehe er im Mai 2020 vom HC Sparta Prag aus der heimischen Extraliga verpflichtet wurde.

### International

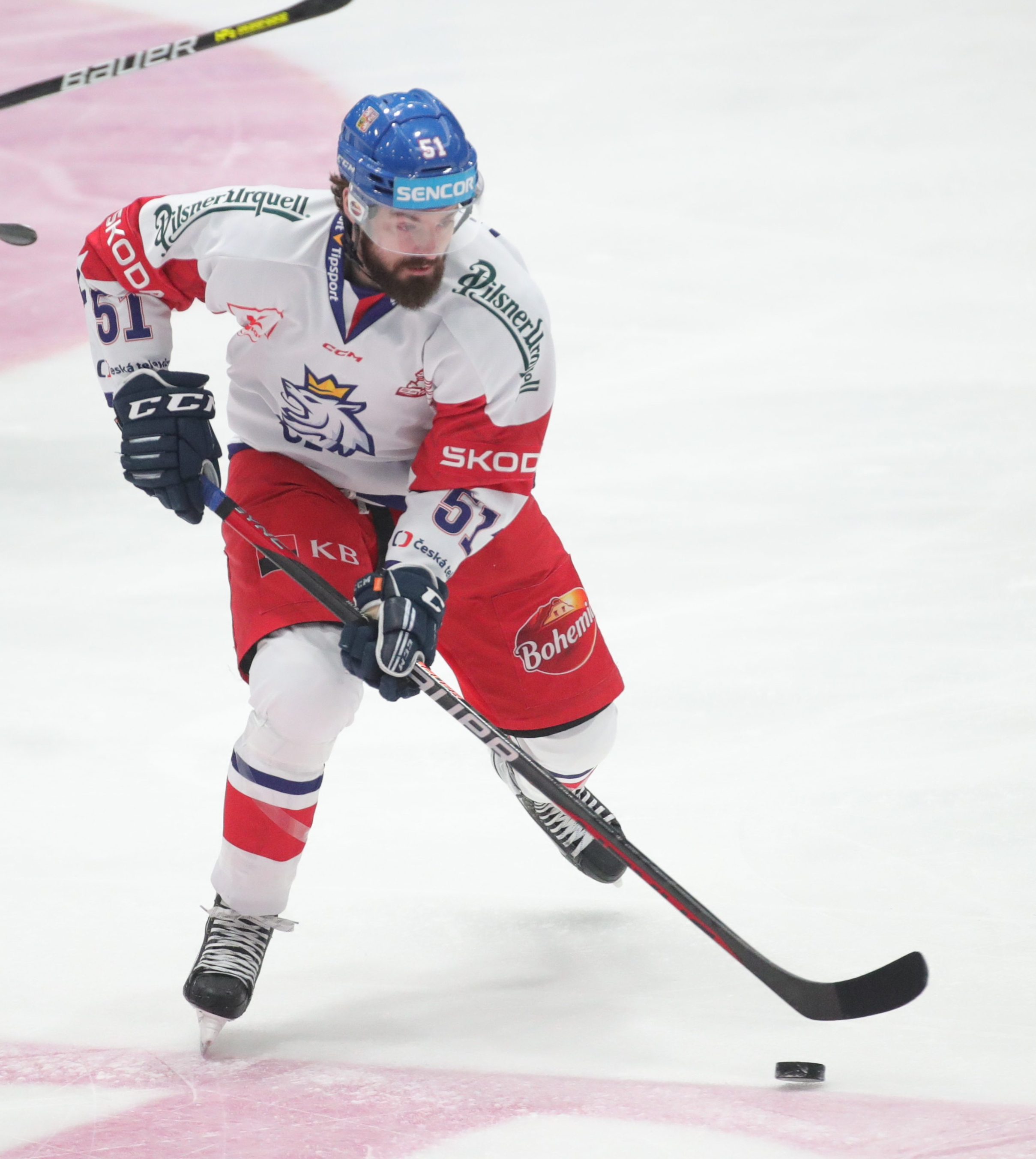
Horák bei einem Spiel der tschechischen Nationalmannschaft (2023)

Horák vertrat Tschechien im Juniorenbereich bei der U18-Junioren-Weltmeisterschaft 2008 der Division I, wo der Mannschaft der Aufstieg zurück in die Top-Division gelang, und im Folgejahr bei der U18-Junioren-Weltmeisterschaft 2009. Zudem stand er bei den U20-Junioren-Weltmeisterschaften 2010 und 2011 auf dem Eis.
Für die Herren-Nationalmannschaft gab der Stürmer im Rahmen der Euro Hockey Tour sein Debüt und gehört zwischen 2014 und 2018 regelmäßig zum Aufgebot des Nationalteams. Zu den Höhepunkten seiner Karriere gehörten die Teilnahmen an den Olympischen Winterspielen 2018 sowie den Weltmeisterschaften 2017 und 2018.

## Erfolge und Auszeichnungen
- 2008 Aufstieg in die Top-Division bei der U18-Junioren-Weltmeisterschaft der Division I
- 2022 Tschechischer Vizemeister mit dem HC Sparta Prag
- 2022 Spengler Cup All-Star-Team

## Karrierestatistik

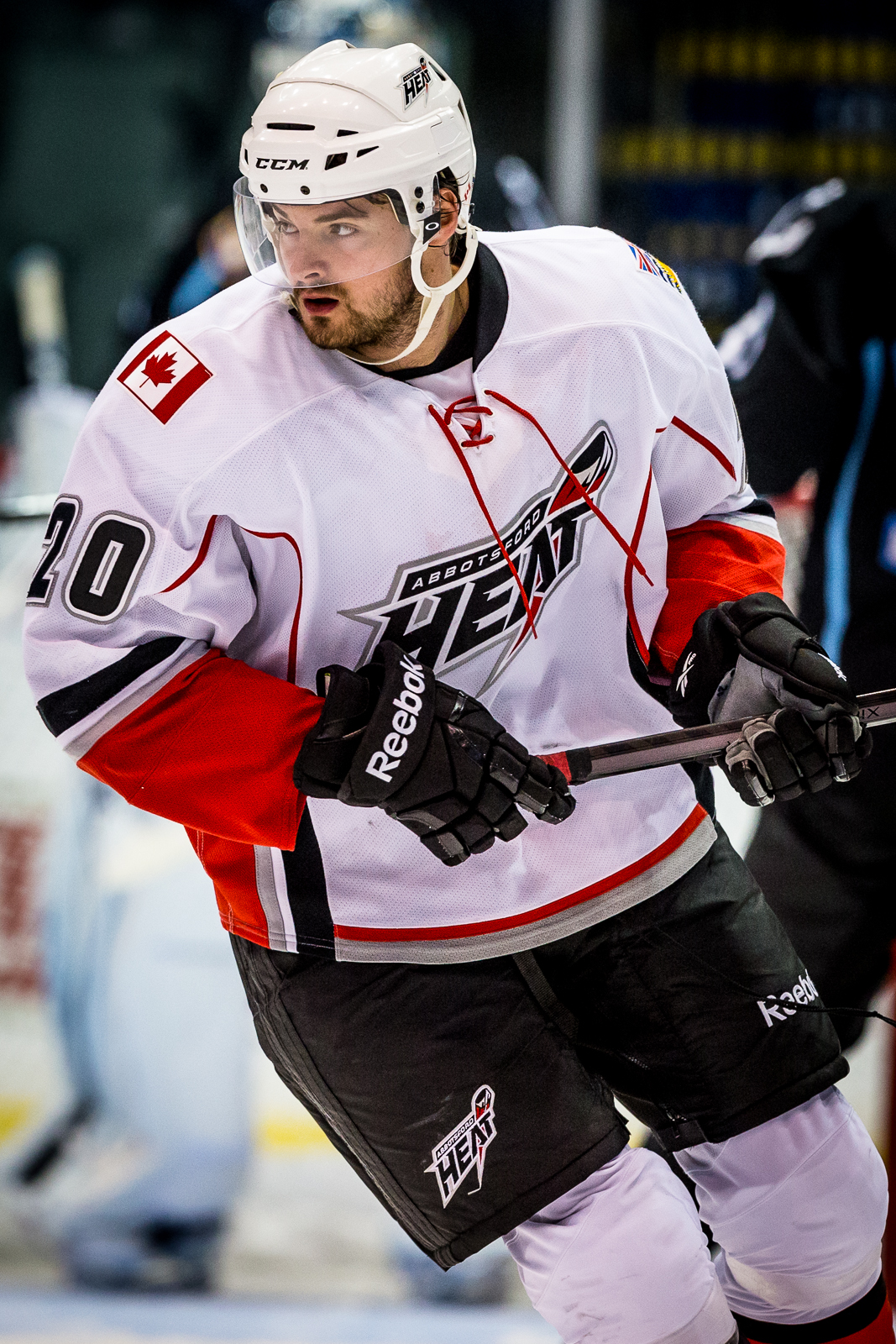
Horák als Spieler der Abbotsford Heat (2013)

Stand: Ende der Saison 2023/24

### International
Vertrat Tschechien bei:
| - U18-Junioren-Weltmeisterschaft der Division I 2008 - U18-Junioren-Weltmeisterschaft 2009 - U20-Junioren-Weltmeisterschaft 2010 - U20-Junioren-Weltmeisterschaft 2011 | - Weltmeisterschaft 2017 - Olympischen Winterspielen 2018 - Weltmeisterschaft 2018 |

(Legende zur Spielerstatistik: Sp oder GP = absolvierte Spiele; T oder G = erzielte Tore; V oder A = erzielte Assists; Pkt oder Pts = erzielte Scorerpunkte; SM oder PIM = erhaltene Strafminuten; +/− = Plus/Minus-Bilanz; PP = erzielte Überzahltore; SH = erzielte Unterzahltore; GW = erzielte Siegtore; 1 Play-downs/Relegation; Kursiv: Statistik nicht vollständig)